# 三義村
三義村（みよしむら）は長野県上伊那郡にあった村。現在の伊那市高遠町の東半、山室川流域にあたる。

## 地理
- 山：入笠山、高座岩
- 河川：山室川

## 歴史
- 1889年（明治22年）4月1日 - 町村制の施行により、芝平村・荊口村・山室村の区域をもって発足。
- 1956年（昭和31年）9月30日 - 高遠町・長藤村と合併し、改めて高遠町が発足。同日三義村廃止。
- 2006年（平成18年）3月31日 - 高遠町が伊那市・長谷村と合併し、改めて伊那市が発足。